# وادي المفشوخ
وادي المفشوخ هو وادي في شمال غرب فلسطين وهو ينحدر من الجليل الأعلى حيث تبرز معالمه في قرية معليا وترشيحا متجها نجو الغرب ليصبّ في البحر المتوسّط 9.5كم شمالي مدينة عكّا ويمرّ كذلك بمستعمرة نهاريا القريبة. يتغيّر اسم الوادي حين يمرّ بقرية الكابري والغابسية المهجرتين ليصير اسمه وادي الصاعوق ويغيّر اتجاهه الشرقي الغربي ليصير جنوبيا ويشكّل قوسا حيث ينحرف جنوبيًا غربيًا ليعود لمساره الشمالي الغربي ليصبّ على شاطئ مستعمرة نهاريا.

## مسار النهر

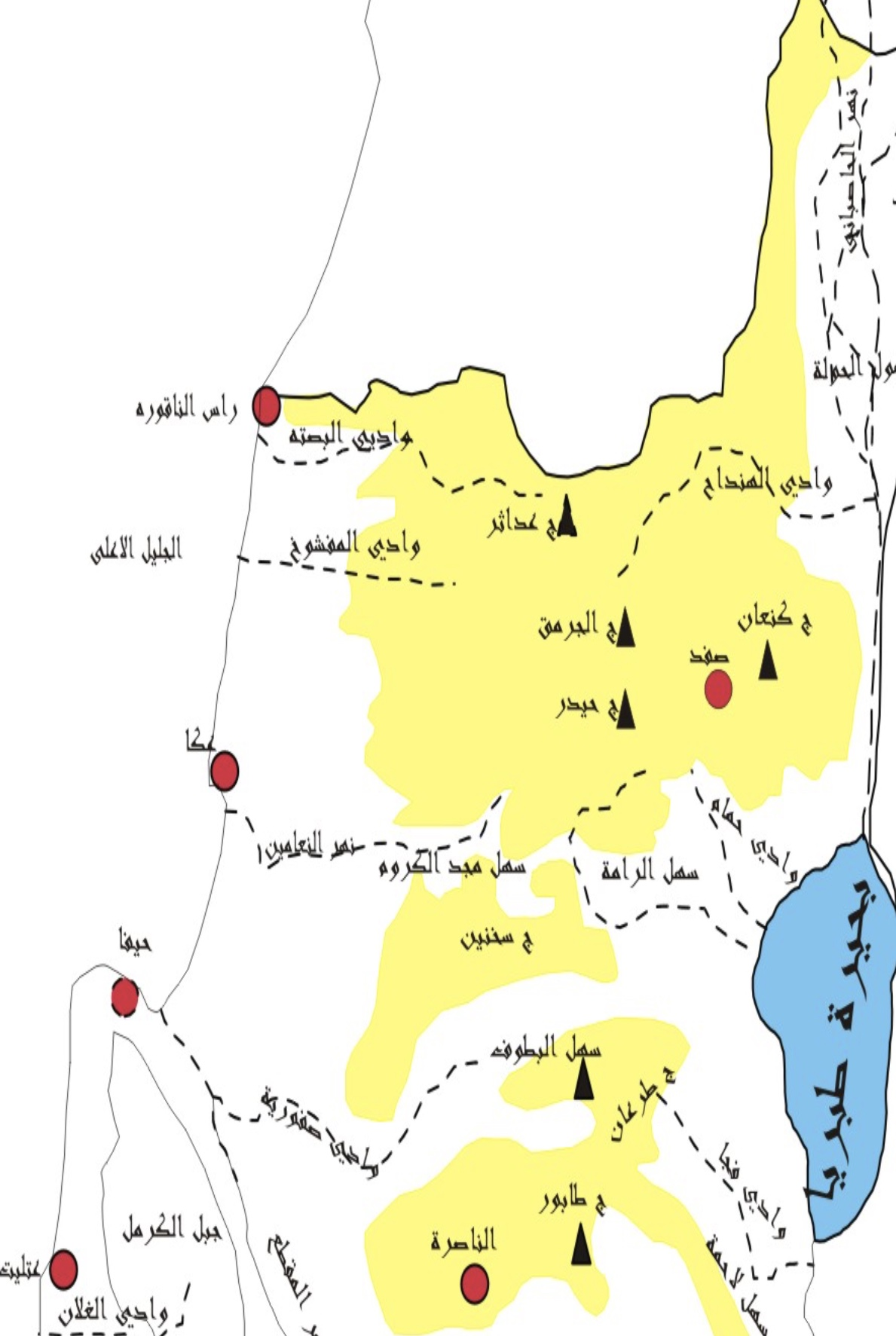
وادي المفشوخ

يمرّ وادي المفشوخ الجليل الأعلى الغربي، بين مجموعة جبال التكتونية بين قريتي ترشيحا ومعليا وخربة جدين، وتلتقي روافد الوادي العليا بموقع غربي ترشيحا ومن هناك يستمرّ الوادي بانحدار تدريجي غربًا ليتحدّ مع الكثير من المجاري السيلية الموسمية والينابيع الدائمة هي ينابيع عين التينة وعين المنصورة ونبع الفوارة ونبع العسل ونبع الكابري، يغطي الوادي مساحة 48 كم. يقدّر معدّل المياه الذي يصبّ فيه أربعة ملايين متر مكعب في السنة يأتي معظمها من الينابيع في سهل الكابري.
يمكن تقسيم الوادي إلى ثلاثة أجزاء رئيسية:
- القسم الأوّل العلوي: يدعى وادي الصاعوق.
- القسم الثاني الأوسط: يدعى وادي جعتون، ويمكن تحديده حتى ينابيع الكابري
- يدعى وادي المفشوخ، حين يمتد من ينابيع  الكابري حتى البحر. يجري هذا القسم في منطقة السهل الساحلي مخترقًا مدينة نهارية من الشرق إلى الغرب منتهيا في البحر.[2]

تنتشر القرى العربية على جوانب وادي المفشوخ من مجراه الأعلى حتى المصب، ومنها قرى ترشيحا ومعليا والمزرعة والكابري والغابسية والشيخ داود والشيخ دنون والنهر – التل وأم الفرج والحميمة وغيرها من التجمعات السكانية العربية الأصغر، التي هجّر قسم كبير منها.